# Elymiotis longara
Elymiotis longara is een vlinder uit de familie van de tandvlinders (Notodontidae). De wetenschappelijke naam van de soort is voor het eerst geldig gepubliceerd in 1791 door Cramer-Stoll.